# Résonance de Minnaert
 (juillet 2024).

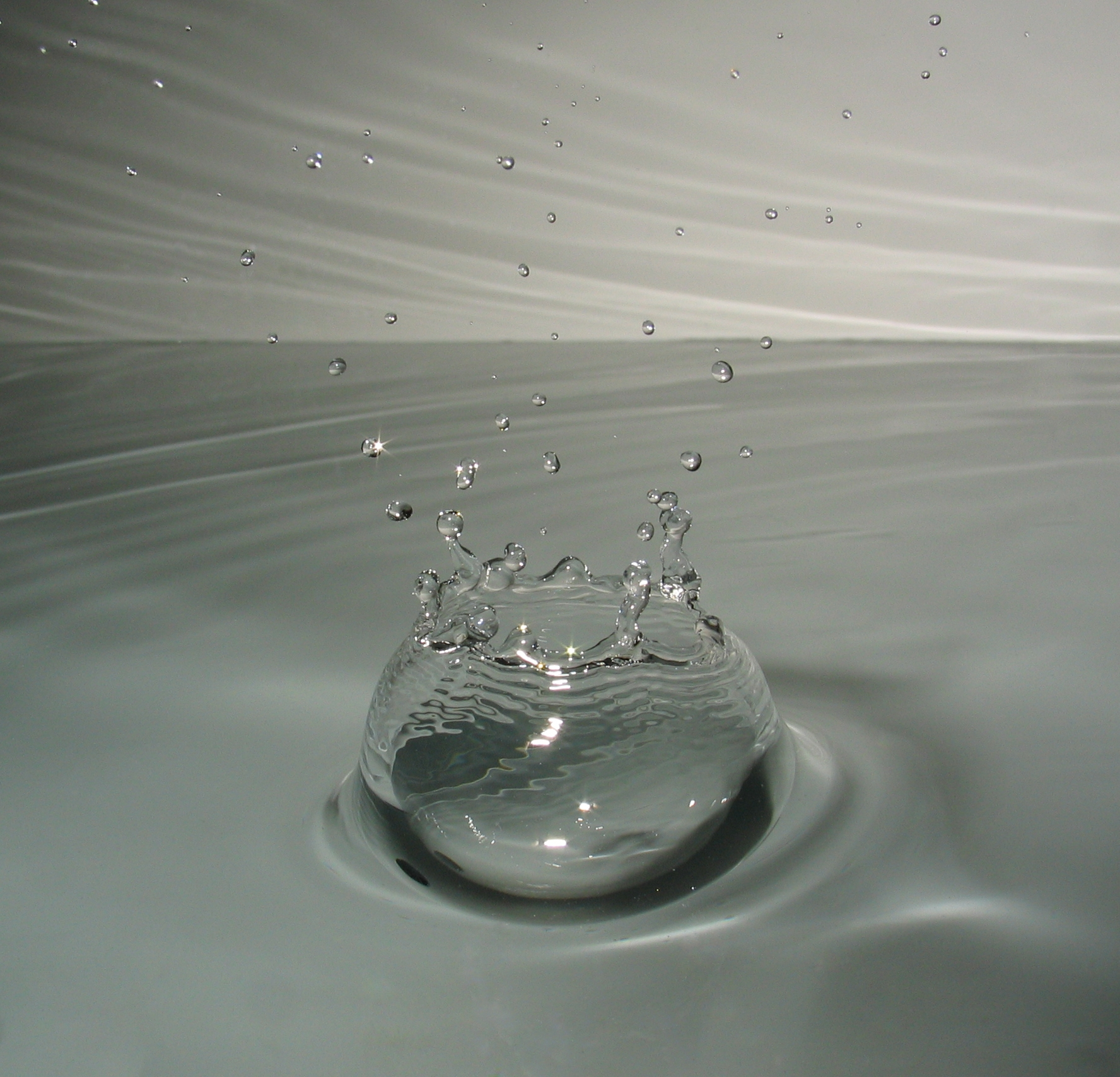
Impact d'une goutte d'eau sur de l'eau.

La résonance de Minnaert, établie en 1933 par Marcel Minnaert,,, est un phénomène associé à la résonance d'une bulle de gaz dans un liquide, dont le rayon oscille autour de son rayon d'équilibre à sa fréquence naturelle. C'est par exemple la fréquence du son émis lorsqu'une goutte tombe d'un robinet dans l'eau et emprisonne une bulle d'air sous la surface de l'eau,. La fréquence naturelle d'oscillation de la bulle, dite fréquence de Minnaert, est alors donnée par :
{\displaystyle f={\cfrac {1}{2\pi R_{\text{eq}}}}{\sqrt {\cfrac {3\gamma ~P_{\text{stat}}}{\rho }}}}
où {\displaystyle R_{\text{eq}}} est le rayon de la bulle au repos, {\displaystyle \gamma } est le coefficient polytropique, {\displaystyle P_{\text{stat}}} est la pression hydrostatique au niveau de la bulle, et {\displaystyle \rho } est la masse volumique de l'eau. Cette formule est valable lorsqu'on néglige les effets de tension de surface, d’atténuation visqueuse et que l'on suppose que le gaz dans la bulle est parfait et subit une transformation adiabatique. Pour une bulle d'air dans de l'eau à la pression atmosphérique {\displaystyle (P_{\text{stat}}=100~{\rm {kPa}},~\rho =1000~{\rm {kg/m^{3}}})}, cette équation se réduit à {\displaystyle fR_{\text{eq}}\approx 3.26~m/s}, où {\displaystyle f~} est la fréquence d’oscillation de la bulle.
Il est possible de prendre en compte des transformations thermodynamiques plus complexes, dans ce cas il faut remplacer le coefficient polytropique {\displaystyle \gamma } par un coefficient effectif {\displaystyle \kappa _{\text{eff}}},: 
{\displaystyle \kappa _{\text{eff}}=\gamma \Re {\left(\left[1+3i\left(\gamma -1\right)\left({\frac {l_{D}}{R_{\text{eq}}}}\right)^{2}\left[1-{\sqrt {i}}{\frac {R_{\text{eq}}}{l_{D}}}{\text{coth}}\left({\sqrt {i}}{\frac {R_{\text{eq}}}{l_{D}}}\right)\right]\right]^{-1}\right)}}
où {\displaystyle l_{D}={\sqrt {D_{\text{th}}/2\pi f}}} est la longueur de diffusion thermique, {\displaystyle D_{th}}le coefficient de diffusion thermique du gaz (pour l'air, {\displaystyle D_{\text{th}}=2.10^{-5}~{\rm {m^{2}/s}}}).